# Cantherhines pardalis
Cantherhines pardalis är en fiskart som först beskrevs av Ruppell 1837.  Cantherhines pardalis ingår i släktet Cantherhines och familjen filfiskar. Inga underarter finns listade.